# António Ferreira

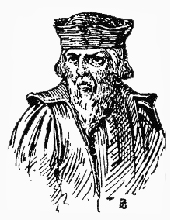
António Ferreira.

António Ferreira, född 1528, död 29 november 1569, var en portugisisk poet.
Ferreira var en av den portugisiska renässansens främsta poeter genom sitt drama om Inês de Castro, A Castro (skrivet vid mitten av 1500-talet, tryckt 1587), Portugals första verkliga drama. Hans ungdomsverk, komedierna Bristo och Cioso är mindre betydande. En mängd sonetter, oden, epistlar och ekloger utgavs postumt 1865 i verken Poemas lusitanos och Obras completas.